# Deutsches Kartoffelmuseum

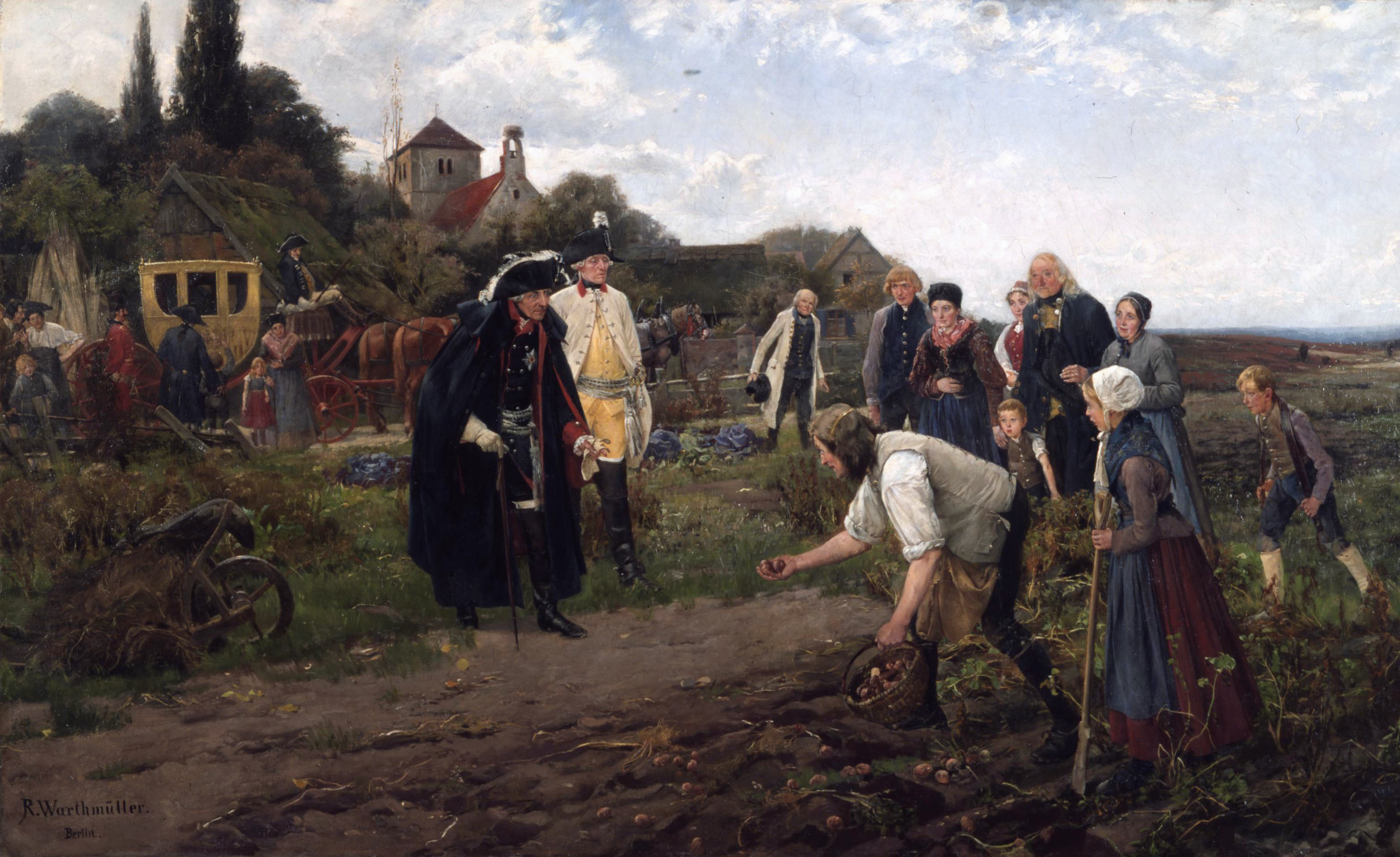
Frédéric le Grand inspectant un champ de pommes de terre en Prusse (tableau de Robert Warthmüller, 1886 - Musée historique allemand - Berlin).

Le Deutsches Kartoffelmuseum (« musée allemand de la Pomme de terre »), situé à Fußgönheim (Rhénanie-Palatinat), est un musée consacré à la pomme de terre sous ses différents aspects, notamment historiques et artistiques. C'est l'un des trois musées de la Pomme de terre d'Allemagne.
Le gestionnaire du musée est une association déclarée sans but lucratif, reconnue d'utilité publique, la Verein Deutsches Kartoffelmuseum Fußgönheim e.V. (association du musée de la pomme de terre de Fußgönheim).
Ses membres sont bénévoles.
Le musée donne des informations sur la pomme de terre sous l'angle de la botanique, des variétés et de ses origines. Il traite également de la diffusion de la pomme de terre, et notamment sur sa culture dans le Palatinat et en Prusse, où elle fut soutenue par le roi Frédéric le Grand (1712-1786).
Le bâtiment occupé actuellement par le musée a été construit en 1842 pour abriter une synagogue. Le dernier service religieux y a été célébré en 1928. 
De 1936 à 1984 le bâtiment a servi d'entrepôt pour stocker des céréales. Il est classé monument historique depuis 1986, et a été restauré dix ans plus tard, en 1996.

## Visites
L'entrée au musée est gratuite. 